# Stora Eskilsgöl
Stora Eskilsgöl är en sjö i Högsby kommun i Småland och ingår i Alsteråns huvudavrinningsområde. Sjöns area är 0,05 kvadratkilometer och den befinner sig 106,7 meter över havet.